# Ernest Albert
Ernest Albert (Antwerpen, 22 mei 1900 – Kalmthout, 26 november 1976) was een Vlaamse kunstschilder, tekenaar en aquarellist.

## Biografie
Ernest Albert bracht zijn jeugd door in zijn geboortestad en kreeg er ook zijn artistieke opleiding aan de Academie voor Schone Kunsten bij Jef Van der Veken van 1912 tot 1918 en van 1918 tot 1922 aan het Hoger Instituut voor Schone Kunsten onder de leiding van o.a. Franz Courtens. Hij volgde ook de houtsnijklas van Eduard Pellens en de avondklas tekenen van Albert Ciamberlani.
Voor zijn legerdienst werd hij opgenomen in het 1ste regiment Gidsen te paard, te Brussel en het was daar dat hij zijn grote liefde voor paarden en dieren opdeed.
Albert schilderde onder meer portretten, naakten, stillevens, landschappen, marines en stadszichten. Na een reeks Scheldezichten te hebben gemaakt onder de invloed van Frans Hens, krijgt hij omstreeks 1927 meer belangstelling voor impressionistische kleurontleding. Hij had grote bewondering voor Isidoor Opsomer en Constant Permeke en ook al blijft hij zijn eigen stijl behouden, wordt hij toch door hen beïnvloed, onder meer door het zware coloriet van Permeke. Zijn eerste periode tussen 1927 en 1938 wordt daarom zijn donkere periode genoemd. Ernest Albert exposeerde voor het eerst in 1927 te Borgerhout en werd onmiddellijk opgemerkt door de kunstwereld en al vrij snel beschouwd als een van de beloftevolle jonge kunstenaars in Antwerpen.
Vanaf 1932 gaat hij over op brede composities in heldere kleuren met een stevige opbouw. In 1934 trad hij in het huwelijk met Martha l’Homme, die lerares was  aan het Stedelijk Onderwijs te Antwerpen. Het jonge paar ontdekt in 1938 het schilderachtige dorpje Ponsas in het departement Drôme (in de regio Auvergne-Rhône-Alpes). Ze gaan er wonen in een oud kasteel, het Château de Fontager. Vanaf dan klaart zijn palet helemaal op en vindt hij inspiratie in en rondom het dorpje, geboeid door het ritmisch glooiende landschap.
In 1946 wordt Ernest Albert benoemd tot leraar aan de Koninklijke Academie te Antwerpen en van 1949 tot 1965 was hij directeur van de Academie te Mechelen.
In 1948 overleed zijn eerste vrouw na een pijnlijke ziekte. Het jaar daarop in 1949 trad hij voor de tweede maal in het huwelijk met Marcelle Breugelmans, pianiste en lerares aan de Antwerpse en Mechelse Conservatoria.
Ernest Albert was medestichter van de kunstkring Moderne Kunst waarmee hij regelmatig exposeerde (1927-1935) samen met onder meer Leo Bervoets, Paul Joosten, Frans Mortelmans, Gust Van Steenwegen en Oscar Verpoorten. Hij was ook lid van en werkte regelmatig samen met de kring Als ik Kan.
Vanaf 1965 gaat hij zijn werken maken met het paletmes. Die werken lijken kleurenmozaïeken te zijn. Hij werkt minder naar de natuur en herwerkt sommige van zijn vroegere schilderijen.
Na zijn pensionering in 1965, betrok het echtpaar een landhuis in Heide-Kalmthout. Zijn weduwe schonk het huis aan de gemeente Kalmthout op voorwaarde dat het zou verbonden blijven met de naan Ernest Albert en met de kunst. Het wordt nu gebruikt als het Kunsthuis Ernest Albert. Er worden tentoonstellingen georganiseerd, het is de thuisbasis van een creatief atelier en in de intieme en huiselijke sfeer van de huiskamer worden geregeld concerten gegeven.
Dankzij een schenking van de weduwe aan de stad Mechelen leeft de herinnering aan de kunstenaar voort in de vorm van de ‘Prijs Ernest Albert’. Ter nagedachtenis van de mecenassen van deze prijs, Ernest Albert en Marcelle Breugelmans, wordt uitdrukkelijk gewezen op hun voorkeur voor de figuratieve vorm van de discipline waarvoor de prijs wordt ingericht (beurtelings schilderkunst, beeldhouwkunst en tekenkunst en vrije grafiek).

## Weblinks
- Werken van Ernest Albert op invaluable.com.

- Gemeinsame Normdatei: 174374070
- International Standard Name Identifier: 0000 0000 6703 0854
- Library of Congress Control Number: n84174982
- RKD-Nederlands Instituut voor Kunstgeschiedenis: 26528
- Union List of Artist Names: 500172076
- Virtual International Authority File: 1419690
- WorldCat: E39PBJf8yrj8tVjWxdbQg3Krv3